# Kombolela
 (janvier 2023).
Kombolela est un drame télévisé de Tanzanie. Produit par Kisimani Films et réalisé par Majag, il commence à être diffusé en 2021 sur la chaîne Sinema Zetu sur Azam TV du vendredi au dimanche à une heure du soir. Kombolela a remporté les Majic Vibe Awards.

## Synopsis
La civilisation est enterrée, les emplois ne sont pas visibles, l'argent est aussi caché, ils mangent ce qui est disponible et ils sont pleins de maisons qui ne respirent pas. Kombolela est un drame qui décrit la famille de Mzee Kikala qui est une famille swahili pleine de cas, de tragédies, d'amour, de violence, de colère et de haine. Tous les membres de la famille vivent ensemble dans la maison de leur père Mzee Kikala alors qu'ils dépendent de lui pour tout. 

## Distribution principale
- Lumole Matovolwa
- Elias Nyang'ongela
- Cholo Kikala
- Habiba Chorage
- Mariam Mohamed
- Sabra Seif
- Rose Nampunju
- Salha Abdallah
- Josephs Quartzy
- Cathryn Credo
- Hanifa
- Winter
- Amina Ahmed